# Glaresis thiniensis
Glaresis thiniensis is een keversoort uit de familie Glaresidae. De wetenschappelijke naam van de soort is voor het eerst geldig gepubliceerd in 2001 door Verdu & Galante.